# پارشرام
پارشرام (به لاتین: Parshuram) یک منطقهٔ مسکونی در بنگلادش است که در استان چیتاگونگ واقع شده‌است. پارشرام ۲۲٫۴ کیلومتر مربع مساحت و ۲۹٬۶۹۱ نفر جمعیت دارد.